# Flughafen Chetumal

i8
i11
i13
Der Flughafen Chetumal (spanisch Aeropuerto Internacional de Chetumal, IATA-Code: CTM, ICAO-Code: MMCM) ist ein internationaler Flughafen nahe der Großstadt Chetumal im Bundesstaat Quintana Roo auf der Halbinsel Yucatán im Osten Mexikos.

## Geschichte und Lage
Der nur ca. 2 km (Luftlinie) von der Mündung des Río Hondo in die Bucht von Chetumal entfernte Flughafen wurde im Jahr 1974 am westlichen Stadtrand von Chetumal neu gebaut.

## Fluggesellschaften und Ziele
In der Hauptsache werden Flüge verschiedener Fluggesellschaften von und nach Mexiko-Stadt sowie nach Cancún abgewickelt.

## Passagierzahlen
In den Jahren 2018 und 2019 wurden jeweils über 300.000 Passagiere pro Jahr abgefertigt. Danach erfolgte ein deutlicher Rückgang infolge der COVID-19-Pandemie.

## Zwischenfälle
- Am 6. Januar 1972 stürzte eine Hawker Siddeley HS 748-230 der mexikanischen SAESA (Luftfahrzeugkennzeichen XA-SEV) 14 Minuten nach dem Start vom Flughafen Chetumal ab, als sie sich etwa 40 Kilometer nordwestlich davon befand. Alle 23 Insassen, fünf Besatzungsmitglieder und 18 Passagiere, wurden getötet.[4]